# Grup d'Acció Valencianista
O Grup d'Acció Valencianista ('Grupo de Ação Valencianista') ou, abreviadamente, GAV,  é uma organização blavera que foi criada em 1977. O grupo se define como "a facção lutadora e guerreira do valencianismo real". Contudo a organização é geralmente considerada como um grupo de extrema-direita  em razão de suas atividades.
Durante a sua história, o grupo, especialmente as suas juventudes, tem usado repetidamente a violência. Algumas das suas ações violentas contra centros de educação, pessoas, associações e partidos democráticos têm sido perpetradas com nomes falsos, como por exemplo Maulets 1707 ou Colectiu Vinatea (sic).

## Fundo histórico
A corrente principal do valencianismo depois da Guerra Civil Espanhola (o "novo valencianismo", segundo Joan Fuster) adotou uma ideologia progressista, em geral. A sua característica principal era o seu rompimento com a ideologia franquista e também com as tendências do valencianismo tradicional, anterior à da Guerra Civil. O blaverismo nasceu como una reação a isso, e o GAV foi supostamente criado para unificar as pessoas regionalistas que defendiam  Espanha como a sua nação. Também tentaram representar o "valencianismo tradicional".
As ideias do novo valencianismo foram consideradas pelo GAV como a "essência e símbolo do pancatalanismo imperialista que pretende a anexação do Reino de Valência nos ilegais Países Catalães". Com esta classe de justificação, durante a transição espanhola, o GAV tentou criar uma atmósfera controversa para parar a aprovação do Estatuto de Autonomia do País Valenciano. De acordo co'os críticos do blaverismo, o GAV esteve infiltrado por homes e mulheres importantes da direita franquista. Algumas pessoas o consideram um grupo terrorista. De fato, o diputado da UCD, Emilio Attard, introduziu membros do GAV nos postos superiores do seu próprio partido.
Durante as celebrações do 9 Outubro (o dia regional valenciano) em 1979, um grupo de pessoas ligado ao GAV queimou a bandeira do Conselho Pre-autonómico do País Valenciano, que estava tremulando no balcão da prefeitura de Valência, com um estopim criado por Rafael Orellano, que então era conselheiro na prefeitura pela UCD, e que anteriormene havia sido  presidente do GAV. Ao mesmo tempo, alguns membros do Conselho Pre-Autonómico do País Valenciano foram assaltados. Desde então, o GAV começou a ter um papel importante dentro do blaverismo, e ele se atribuiu responsabilidade de ações violentas, para tentar de justificar os seus ideais.
Hoje em dia, eles têm uma presença muito reduzida e limitada. Contudo, eles fazem aínda atos de extorsão e perseguição.

## Ações violentas

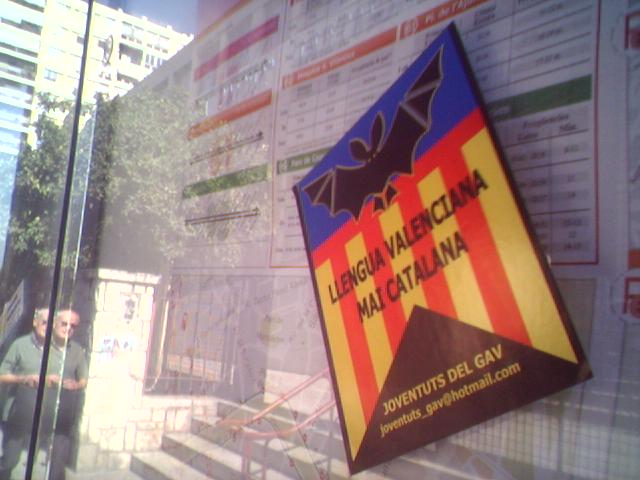
Adesivo das Juventudes do contra a unidade da língua catalã.

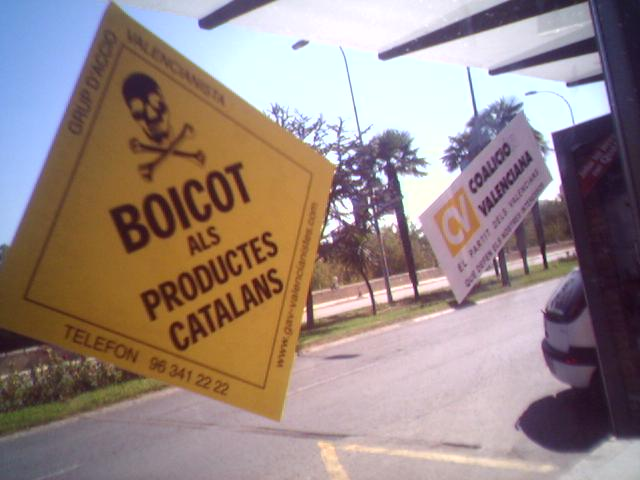
Adesivo das Juventudes apoiando o boicote dos produtos catalões.

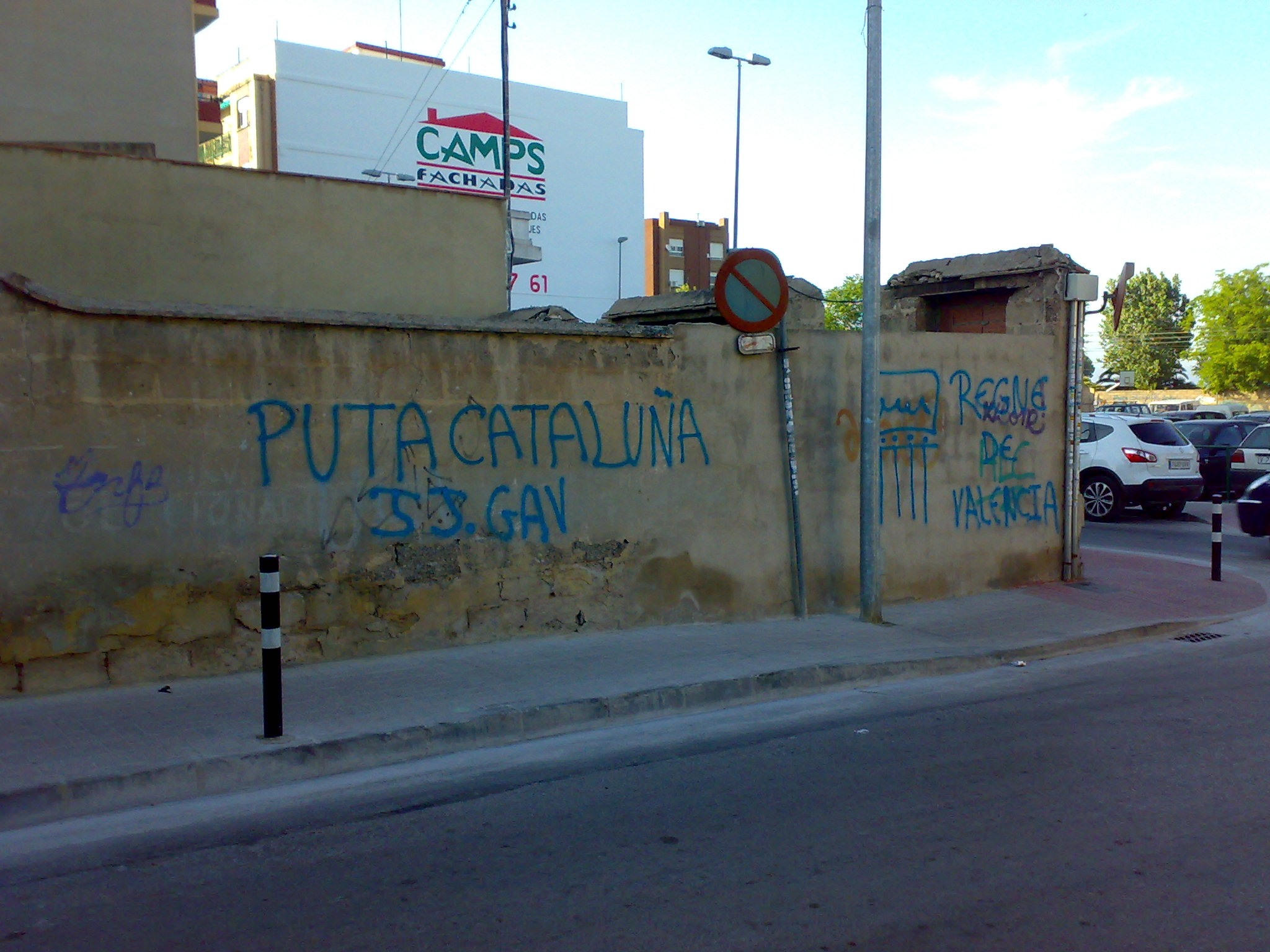
Pichação das Juventudes do GAV em Burjassot (2010).

Dois ataques terroristas contra  Manuel Sanchis i Guarner e de Joan Fuster (em 1979 e 1981 respectivamente), com explosivos, foram perpetrados por pessoas que, de  alguma forma, estavam ligadas ao GAV. Ninguém reivindicou estas ações. Ninguém foi tampouco processado. Não obstante, conforme o processo, tratou-se de ações vandálicas. O GAV jamais  reivindicou responsabilidade por esses  feitos, mas  reivindicou um ataque terrorista contra Sanchis Guarner em 1978, justificando-o como uma  "reação do povo valenciano contra a agressão catalanista" e como uma "ação não sangrenta". Dois meses depois do ataque, Sanchis Guarner morreu em consequência de um ataque cardíaco. Por outra parte, Joan Fuster reconheceu, numa entrevista na TV em 1992, que ele tinha decidido abandonar a vida social ativa, em razão do ataque, que lhe causara uma profunda depressão. Não obstante, o GAV não se defina como um grupo de luta ou terrorista, em sua revista, SOM de outubro 2002, o grupo assumiu o ataque contra Sanchis Guarner, depois que o delito já estava prescrito.
Entre as mais famosas ações violentas do GAV, destaca-se o boicote à conferência de David Rosenthal,em janeiro 1985, dentro da Lonja de la Seda, quando o autor apresentava a sua tradução, para o inglês, de  uma das mais importantes obras literárias da língua catalã - Tirant lo Blanc, de Joanot Martorell. Alguns partidários do GAV (entre eles Carles Recio, um dos chamados intelectuais do blaverismo), soltou ratos na Llotja para interromper a conferência do professor Rosenthal.
Juan García Sentandreu reconheceu diante um juiz espanhol que ele atacou um carro da televisão catalã com ovos depois duma manifestação ilegal contra o Consell Valencià de Cultura (uma organização consultativa cultural valencian cultural). Durante esta manifestação ilegal, os membros desta institução oficial foram também atacados.
O 1º de dezembro de 2007, membros do GAV entregaram panfletos no colégioLa Garrigosa, em Meliana. Estes panfletos continham fotos e detalhes personais de alguns professores do colégio (tais como seus endereços pessoais), que foram acusados de ser "catalanistas". Os panfletos encorajavam os vizinhos ao enfrentamento com eles, numa ação similar a fazer "listas negras" políticas.
Em janeiro de 2008, alguns membros do GAV escreveram pichações ameaçadoras e xenófobas nas paredes da associação cultural Ca Revolta e do Centre Social-Bar Terra, locais de forte conexão com o entorno progressista e nacionalista de Valência.
No mesmo mês, o Casal Jaume I da Acció Cultural del País Valencià (uma organização nacionalista cultural valenciana), em Catarroja, foi atacado por pessoas desconhecidas com uma bomba de ácido hidroclórico, enquanto se fazia um encontro da plataforma cívica Salvem Catarroja (Salvemos Catarroja). As vítimas tinham declarado que suspeitavam da implicação do GAV. Alguns dias depois, membros desta plataforma cívica receberam ameaças da morte por telefone, e os depósitos que utilizavam para guardar seus materiais haviam sido atacados, enquanto eles faziam uma manifestação contra a especulação. Vários objetos foram roubados, e outros foram quebrados ou pichados com o acrônimo "JJGAV".
Em fevereiro de 2008, a sede central do Bloque Nacionalista Valenciano foi atacada por um grupo de pessoas que fizeram pichações na porta e quebraram a fechadura. O Bloc ligou essas pessoas ao GAV.
Em novembro de 2010, o GAV mandou uma carta à UNESCO, protestando contra a inclusão dos castells no Patrimônio Mundial. Eles argumentavam também que as crianças que participavam estavam em perigo e que, em Valência, "poderia haver interferências da cultura catalã". O protesto não foi considerado.

## Publicações e atuações
O GAV é uma das instituções que consideram que o idioma valenciano é diferente do catalão. Por isso, em 1981, o grupo firmou  as Normes del Puig,
que estabelecem uma ortografia do valenciano diferente da língua catalã. O grupo é membro fundador da Coordinadora d'Entitats Culturals del Regne de València (Coordenação das Entidades Culturais do Reino de Valência).
O grupo tem publicado diversos livros e revistas com a sua própria ortografia, incluindo livros para crianças, como, por exemplo, "Nelo i Carmeta", "Avant" e "Pobles i gents", além de livros de propaganda, como "La Llengua Valenciana en perill", "Valencians front al catalanisme". Ademais, o GAV criou o "Colectiu de Mestres de la Secció de Pedagogia" (Grupo de professores da Seção de Pedagogia), que elaborou dicionários Valenciano-Espanhol/Espanhol-Valenciano segundo as Normas del Puig.
O GAV também criou um prêmio, o "Premi Llealtat"  (Prêmio de lealdade), que é outorgado a pessoas que têm guardado o seu espírito de defesa do Reino de Valência". Entre as pessoas que receberam esse prêmio, estão Ricart Garcia Moya, Miguel Ramón Izquierdo, Lleopolt Penyarroja e Josep Mª Guinot.
Além disso, o grupo publica a revista SOM, de periodicidade bimestral, com artigos de opinião de autores que compartilham da ideologia do grupo, criticando o governo valenciano, a corrupção dos mass-media e  supostos ataques do catalanismo contra o povo valenciano. A revista fez apologia do ataque terrorista contra Sanchis Guarner, dos atos de violência nas ruas e da agressão do prefeito de Valência Pérez-Casado em 9 de outubro de 1980.

## Juventudes
Hoje em dia, o GAV busca novos membros e simpatizantes através das JJGAV (Juventudes do GAV). Esta organização está frequentemente ligada a outros grupos, como, por exemplo, España 2000 (E2000), partido espanhol de extrema-direita, sediado em Valência. Alguns ativistas do GAV são também ativistas de E2000.
O programa das juventudes baseia-se quase exclusivamente em ações anticatalanistas, como o boicote a produtos catalões e manifestaçõesde protesto.
O último presidente conhecido das Juventudes do GAV foi Aitor Alan Marquina Bañuls. Os dois têm estado envolvidos em ações radicais e violentas. Haveria um terceiro líder das juventudes, que não foi identificado. Eles governaram as Juventudes do GAV até 2013. Desde então, os nomes dos líderes das Juventudes do GAV permanecem ocultos.
O advogado das Juventudes do GAV é Vicente Boluda Crespo, que defendeu, entre outros, o antigo presidente das Juventudes do GAV.

## Presidentes
- Rafael Orellano (1976–1977)
- Pasqual Martín Villalba (1977–1984)
- Chimo Romero (1984–1989)
- Pere Aguilar (1989–1994)
- Juan García Sentandreu (1994–2001)
- Manolo Latorre Castillo (2001–...)